# Tadeusz Miciak
Tadeusz Miciak (ur. 15 grudnia 1915 w Brzozowie, zm. 9 października 2000 w Warszawie) – polski działacz ludowy, urzędnik, działacz spółdzielczości.

## Życiorys
Urodził się 15 grudnia 1915 w Brzozowie jako syn Franciszka i Marii. W 1934 ukończył Gimnazjum Państwowe w Brzozowie. Ukończył studia prawa na Wydział Prawa oraz Studium Ekonomiczne na Uniwersytecie Jana Kazimierza we Lwowie w 1939. W trakcie studiów był współzałożycielem i został członkiem zarządu Polskiej Akademickiej Młodzieży Ludowej UJK. 
Od 1939 był działaczem Stronnictwa Ludowego. Podczas II wojny światowej był żołnierzem Batalionów Chłopskich od 1941 do 1944. W konspiracji używał pseudonimów „Topola”, „Siedlecki”, „Gorczyca”. Po wojnie od 1945 do 1946 działał w Polskim Stronnictwie Ludowym, od połowy 1947 w „lubelskim” SL, a od 1949 w Zjednoczonym Stronnictwie Ludowym. Od 30 listopada 1959 do 15 grudnia 1980 był członkiem Naczelnego Komitetu ZSL, od maja 1974 do 15 grudnia 1980 był wiceprezesem Warszawskiego Stołecznego Komitetu, od 1 listopada 1982 do 31 października 1984 był przewodniczącym Głównej Komisji Rewizyjnej Naczelnego Komitetu ZSL.
Pracował w sferze spółdzielczości. Od 1946 do 1948 jako kierownik Okręgu „Społem”, kierownik Delegatury Centralnego Związku Spółdzielczego w Rzeszowie, od 1949 pracownik Centralnego Związku Spółdzielczego, od 1951 do 1957 Centralnego Zarządu Remontu Maszyn Budowlanych, od połowy 1957 do połowy 1960 jako wiceprezes Zarządu Centralnego Związku Spółdzielczego, od połowy 1960 do września 1969 wiceprezes Zarządu Centrali Rolniczych Spółdzielni „Samopomoc Chłopska”. Od 12 września 1969 do maja 1972 pełnił funkcję podsekretarza stanu w Ministerstwie Handlu Wewnętrznego, od maja 1972 do stycznia 1977 podsekretarza stanu w Ministerstwie Handlu Wewnętrznego i Usług.
Był współautorem publikacji pt. Konspiracyjny ruch ludowy w powiecie brzozowskim 1940–1944 wydanej w 1997 (wraz z nim Benedykt Gajewski, Wojciech Dudek). Nazwisko Tadeusza Miciaka pojawiło się na liście Wildsteina, upublicznionej na początku 2005.
Zmarł 9 października 2000. Został pochowany na starym cmentarzu na Służewie przy ul. Fosa w Warszawie.

## Odznaczenia
- Medal "Za zasługi dla ruchu ludowego" (1984)[5]